# Dexosarcophaga varia
Dexosarcophaga varia är en tvåvingeart som beskrevs av Carroll William Dodge 1968. Dexosarcophaga varia ingår i släktet Dexosarcophaga och familjen köttflugor.
Artens utbredningsområde är Panama. Inga underarter finns listade i Catalogue of Life.